# روبرت جنكينز
روبرت جنكينز (بالإنجليزية: Robert Jenkins)‏ هو خبير بالمعادن وسياسي أمريكي، ولد في 10 يوليو 1769 في الولايات المتحدة، وتوفي في 18 أبريل 1848. حزبياً، نشط في الحزب الفيدرالي الأمريكي. وقد انتخب عضو مجلس نواب بنسيلفانيا وانتخب عضو مجلس النواب الأمريكي.